# Dirk-Ulrich Mende

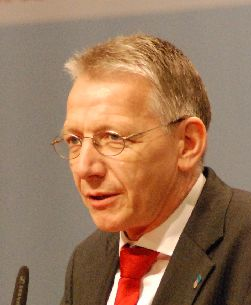
Dirk-Ulrich Mende, 2009

Dirk-Ulrich Mende (* 26. Dezember 1957 in Münster) ist ein deutscher Politiker (SPD). Er war von 2009 bis 2017 Oberbürgermeister der Stadt Celle. Von 2023 bis 2025 war er Mitglied des 20. Deutschen Bundestags.

## Leben
Mende wuchs in Münster/Westf.,  Bonn und Bebra bei seinen Eltern Brigitte und August-Wilhelm Mende sowie vier weiteren Geschwistern darunter Gert-Uwe Mende auf. Er studierte Rechtswissenschaften in Marburg und Göttingen und legte im Jahr 1987 seine juristische Staatsprüfung ab. Danach war er als Angestellter beim Regierungspräsidenten in Kassel, beim früheren Bundesamt für die Anerkennung von Flüchtlingen (jetzt Bundesamt für Migration), beim Landeswohlfahrtsverband Hessen in Kassel, bei der Landesversicherungsanstalt Schleswig-Holstein und beim Niedersächsischen Ministerium für Soziales, Frauen, Familie und Gesundheit tätig. In den Jahren 1999 bis 2003 war Mende Geschäftsführer der SPD-Fraktion im Niedersächsischen Landtag. 2003 bis 2008 war Mende Referatsleiter im Niedersächsischen Ministerium für Inneres und Sport und Integration. Dabei arbeitete er zunächst fünf Jahre im Bereich Verwaltungsmodernisierung und anschließend im Aufgabenbereich der Integration.
Mende ist verheiratet und hat drei Kinder. In seiner Freizeit geht er gerne joggen und nimmt auch an Langstreckenläufen teil.

## Politischer Werdegang

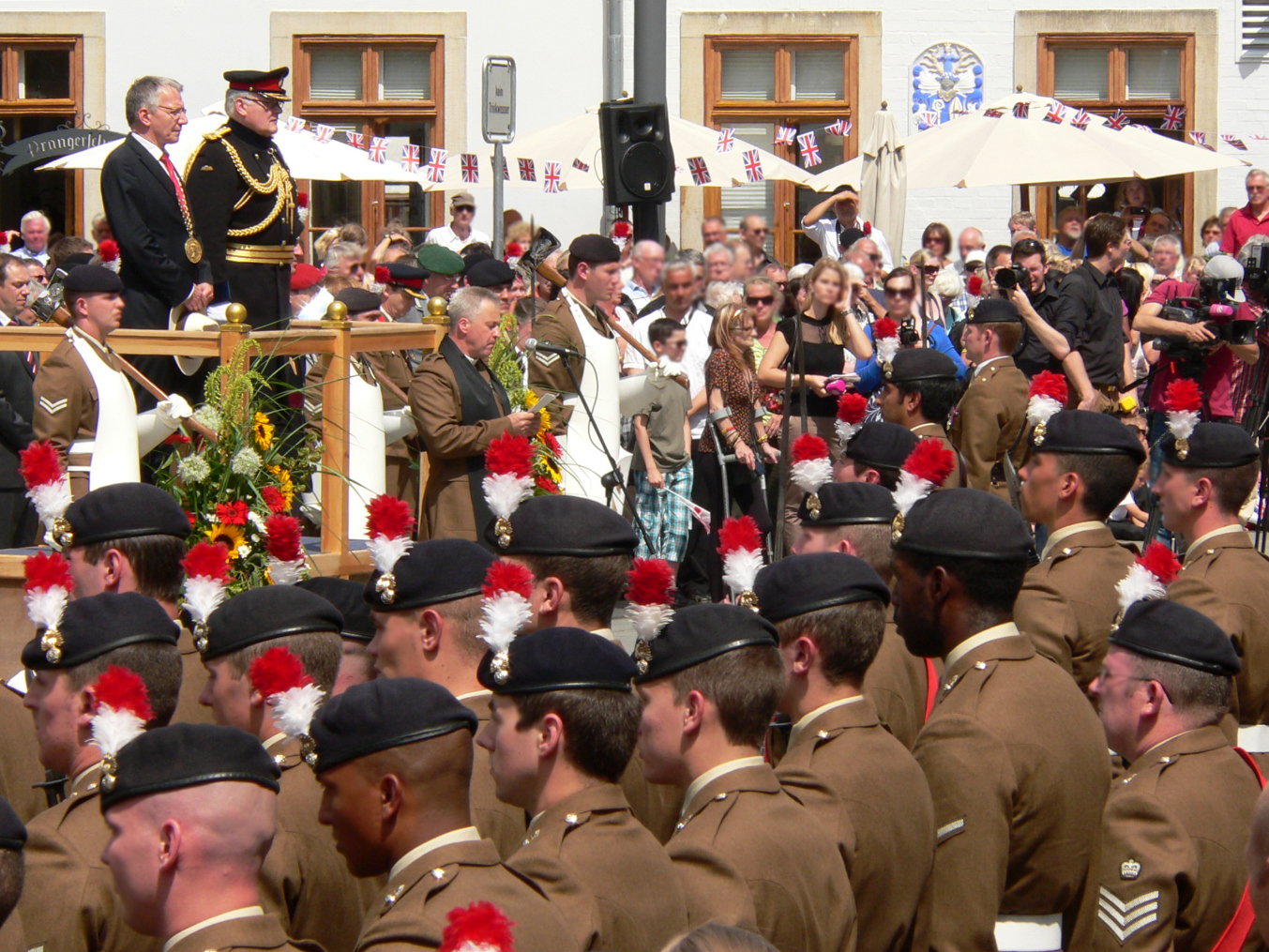
Dirk-Ulrich Mende mit Amtskette neben General Sir Peter Ward bei der Verabschiedung des Royal Regiment of Fusiliers auf der Stechbahn in Celle, 2012

Als Jugendlicher engagierte sich Mende in der Jugendzentrumsbewegung Rotenburg an der Fulda, war Juso-Vorsitzender in Bebra und Mitgründer des Jugendwerks der Arbeiterwohlfahrt in Nordhessen. Er ist seit dem Jahr 1975 Mitglied der SPD und seit 1972 Mitglied der Arbeiterwohlfahrt. Im Jugendwerk arbeitete er viele Jahre auf den unterschiedlichsten Ebene bis hin zum stellvertretenden Bundesvorsitzenden und Landesvorsitzenden in Hessen. In Kassel unterstützte er viele Jahre den OV Wilhelmshöhe der SPD ohne Funktionen zu übernehmen. Im Jahr 2006 wurde Mende nach der erfolgreichen Kommunalwahl in den Magistrat der Stadt Kassel gewählt, dem er bis zu seiner Wahl zum OB in Celle angehörte.
Am 22. Februar 2009 wurde Mende nach einem nur wenige Wochen dauernden Wahlkampf als Nachfolger für den zurückgetretenen Martin Biermann (CDU) zum ersten sozialdemokratischen Oberbürgermeister der Stadt Celle seit dem Zweiten Weltkrieg gewählt. Überraschend wurde er trotz einer Bewerberin und insgesamt drei Bewerbern bereits im ersten Wahlgang mit 51,25 % der Stimmen gewählt. Er siegte dabei mit deutlichem Vorsprung vor seiner Mitbewerberin, der favorisierten Susanne Schmitt (CDU).
Mende gehört seit 2011 dem Landesvorstand der kommunalpolitischen Arbeitsgemeinschaft der SPD, der SGK Niedersachsen und seit 2018 dem Bundesvorstand der SGK an. Ebenso ist er seit 2012 Mitglied des Landesvorstands der SPD Niedersachsen.
Am 25. September 2016 verlor er bei der Stichwahl zum Oberbürgermeister knapp gegen Jörg Nigge (CDU). Am 24. Februar 2017 schied er deshalb als Oberbürgermeister der Stadt Celle aus. Zu seinen wichtigsten politischen Erfolgen gehörten der politische Kompromiss mit dem Landkreis Celle, der zur Errichtung der ersten Integrierten Gesamtschule im Landkreis Celle führte, die erstmalige Veröffentlichung eines Vertrages bei einem PPP-Projekt, bei dem mit der Firma Bauunternehmen Goldbeck West GmbH die Feuerwehrhauptwache neu gebaut wurde. Diese Veröffentlichung wurde von der Stiftung Lebendige Stadt als beispielgebend für Transparenz ausgezeichnet, die Rekommunalisierung der Stadtwerke Celle, die bundesweit beachtete Beteiligung der Stadt am anonymen Bewerbungsverfahren der Antidiskriminierungsstelle des Bundes ADS sowie die erfolgreiche Integrationspolitik durch die Errichtung der Zuwanderungsagentur Celle im Rahmen der Herausforderungen 2015 mit den Geflüchteten aus Syrien, Afghanistan und dem Irak.
Von 2018 bis zu seinem Einzug in den Bundestag 2023 war Mende Geschäftsführer des Niedersächsischen Städtetags.
Bei den Kommunalwahlen in Niedersachsen 2021 erzielte Mende das beste Stimmergebnis seiner Partei und wurde im November 2021 zum Kreistagsvorsitzenden des Kreistages Celle gewählt.
Bei der Bundestagswahl 2021 trat Dirk-Ulrich Mende als Direktkandidat im Bundestagswahlkreis Celle – Uelzen und auf Platz 27 der SPD-Landesliste an. Mit 32,3 % der Stimmen musste er sich knapp dem langjährigen CDU-Direktabgeordneten Henning Otte geschlagen geben, der 32,9 % der Stimmen erhielt. Er verfehlte somit zunächst den Einzug in den Bundestag. Am 25. Januar 2023 rückte er für Andreas Philippi in den Deutschen Bundestag nach.
Bei der Bundestagswahl 2025 trat Dirk-Ulrich Mende nicht wieder an.

## Auszeichnungen
Dirk-Ulrich Mende erhielt am 6. Dezember 2024 aus den Händen des Niedersächsischen Ministerpräsidenten und Landesvorsitzenden der SPD Stephan Weil die höchste Auszeichnung der SPD, die Willy-Brandt-Medaille für seine Verdienste für die Partei verliehen.

## Mitgliedschaften
Dirk-Ulrich Mende ist Mitglied der überparteilichen Europa-Union Deutschland, die sich für ein föderales Europa und den europäischen Einigungsprozess einsetzt. Darüber hinaus ist er Mitglied der Gewerkschaft Verdi.